# Cosmochthoniidae
Cosmochthoniidae zijn  een familie van mijten. Bij de familie zijn 4 geslachten met circa 50 soorten ingedeeld.